# Kaple svatého Václava (Hroška)
Kaple svatého Václava je římskokatolická kaple v Hrošce, části obce Bílý Újezd. Původně patřila do farnosti Bílý Újezd, která byla sloučena pod děkanství Dobruška. Základní kámen byl položen dne 13. září 1875, postavena byla však až v roce 1887. Tehdy se obecní úřad reversem ze dne 23. října 1887 zavázal, že o ni bude pečovat. Zasvěcena je sv. Václavu.
Původní zvon byl opatřen v horní části nápisem: "Ulit od Vojtěcha Hillera, vdovy v Brně" a v dolní části nápisem: "Nákladem obce Hrošky L.P. 1880". Vážil 50 kg. Dne 5. ledna 1917 byl za asistence četníka odmontován německým montérem.
Současný zvonek byl pořízen z veřejné sbírky v 90. letech 20. stol.
Před kaplí je umístěna socha Panny Marie z roku 1902 a krucifix.

## Bohoslužby
Bohoslužby se v kapli nekonají.

## Galerie

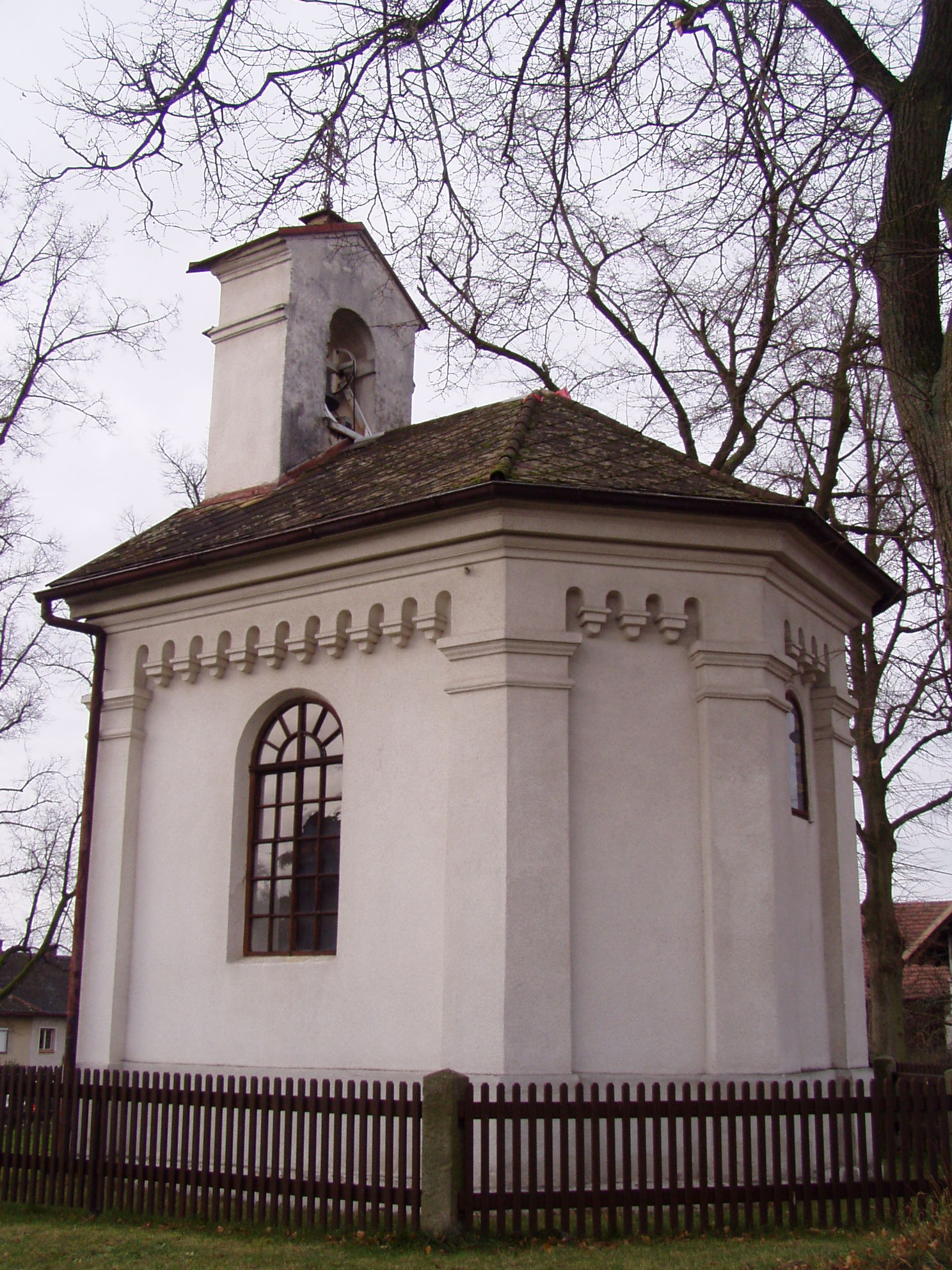
Pohled zezadu
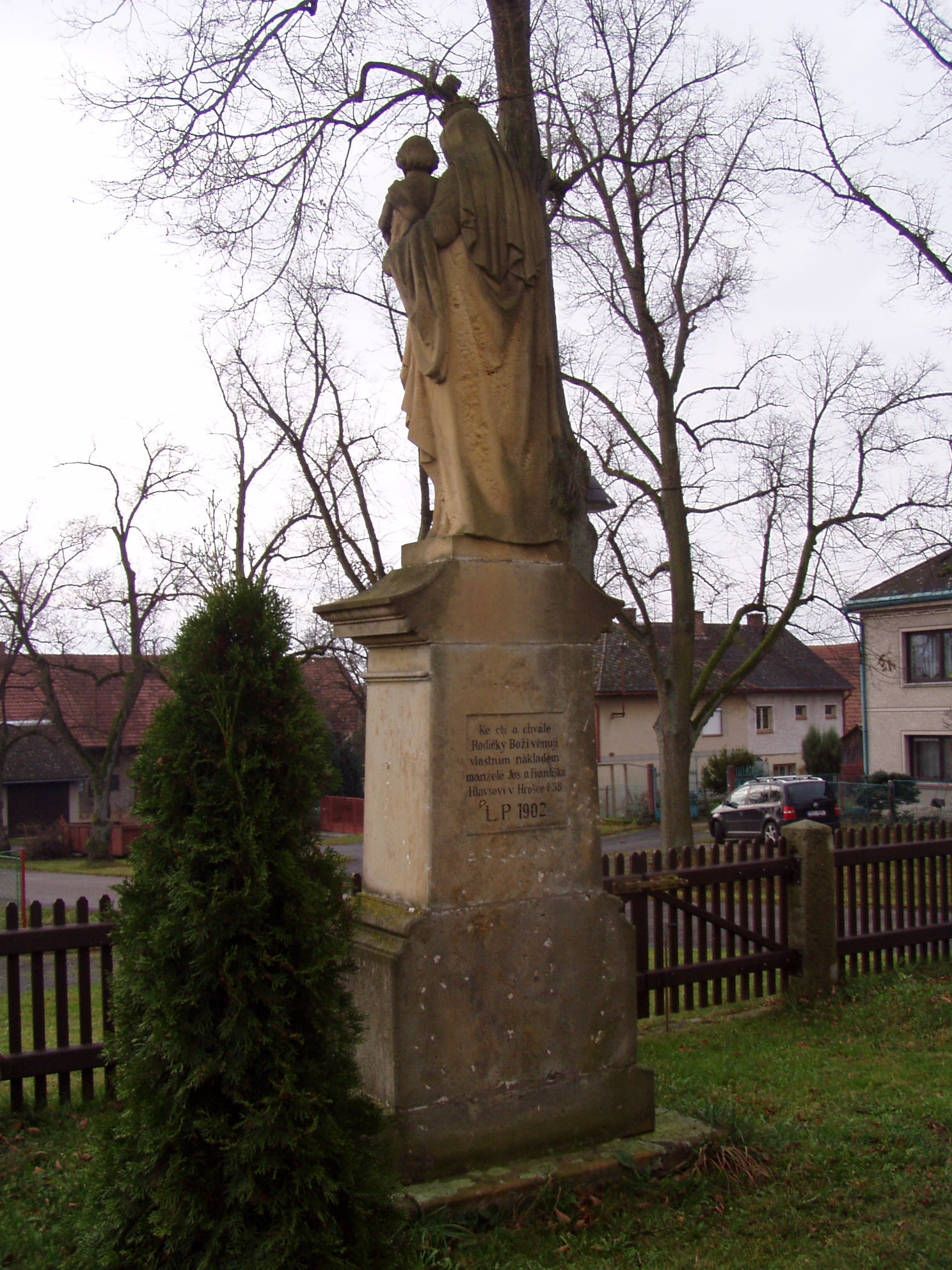
Socha před kaplí